# Cephaloziella grandiretis
Cephaloziella grandiretis là một loài rêu tản trong họ Cephaloziellaceae. Loài này được (R.M. Schust.) R.M. Schust. miêu tả khoa học lần đầu tiên năm 1996.